# 日季卡拉區
52°13′48″N 61°07′48″E / 52.23000°N 61.13000°E

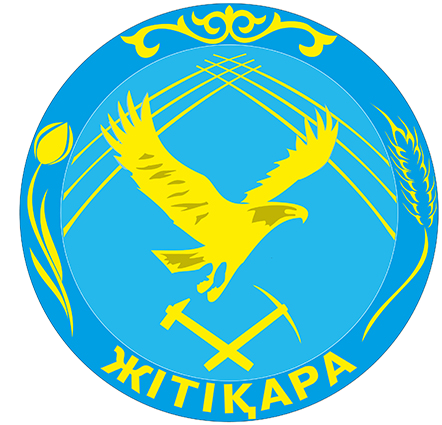

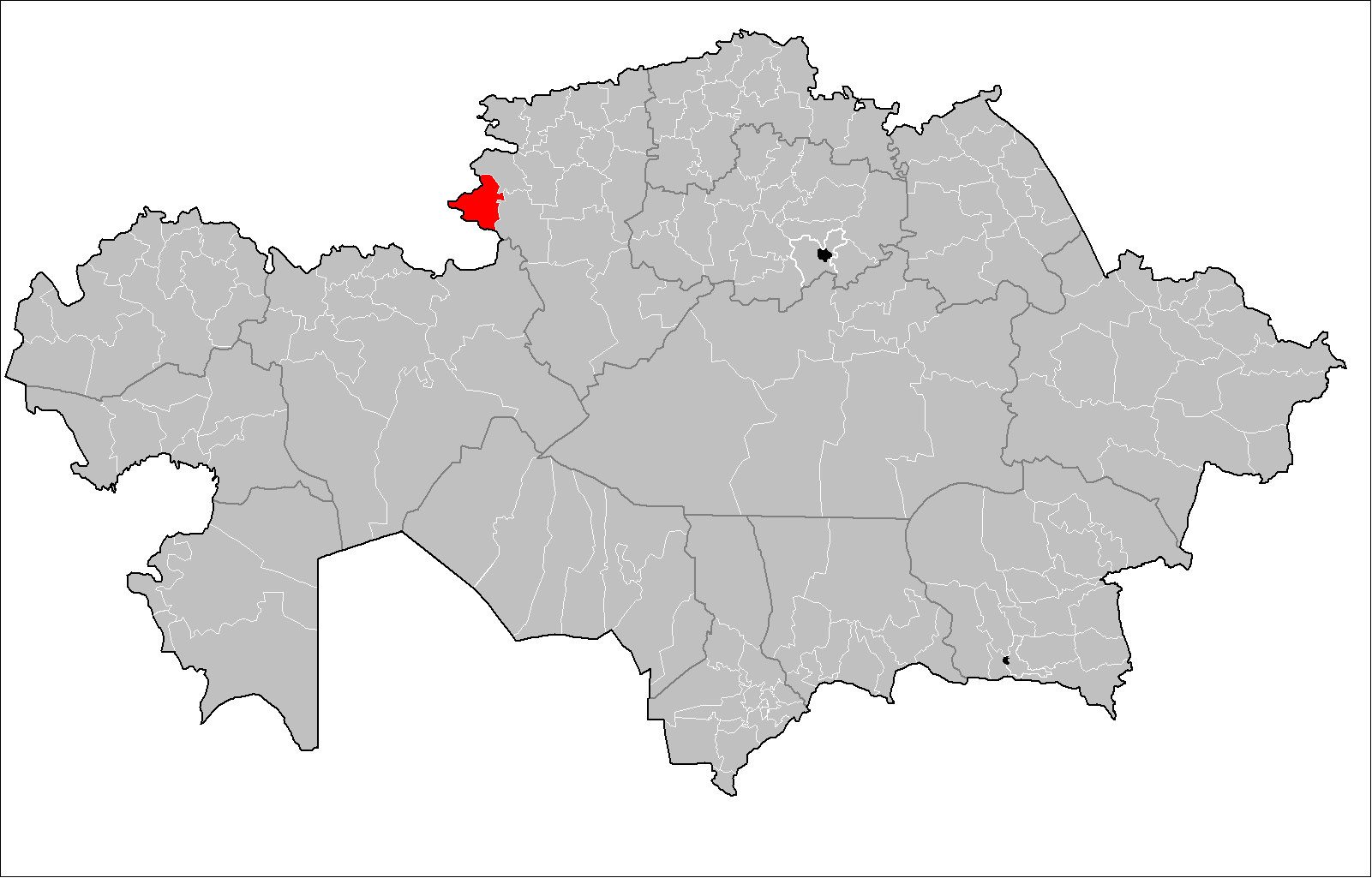

日季卡拉區是哈薩克斯坦的行政區，位於該國北部，由庫斯塔奈州負責管轄，首府設於傑特加拉，始建於1928年，面積7,312平方公里，2016年人口50,001。